# Hasan as-Sanusi
Hasan as-Sanusi (arab. حسن السنوسي), właśc. Hasan ar-Rida al-Mahdi as-Sanusi (ur. 1928, zm. 28 kwietnia 1992 w Londynie) – libijski książę, następca tronu, tytularny król Libii w latach 1969–1992.

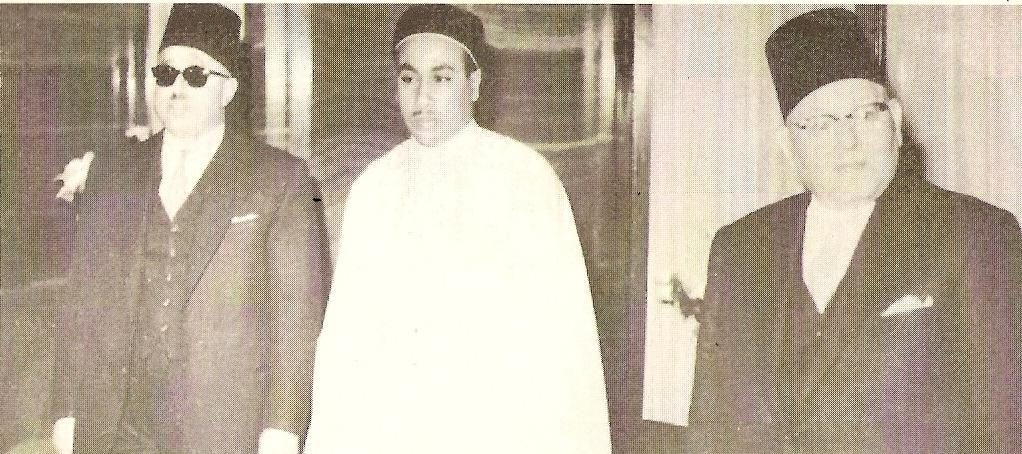
Książę koronny Hasan as-Sanusi (w środku), premier Abd al-Madżid Kubar (po lewej), gubernator Trypolitanii Tahir Bakir (po prawej)

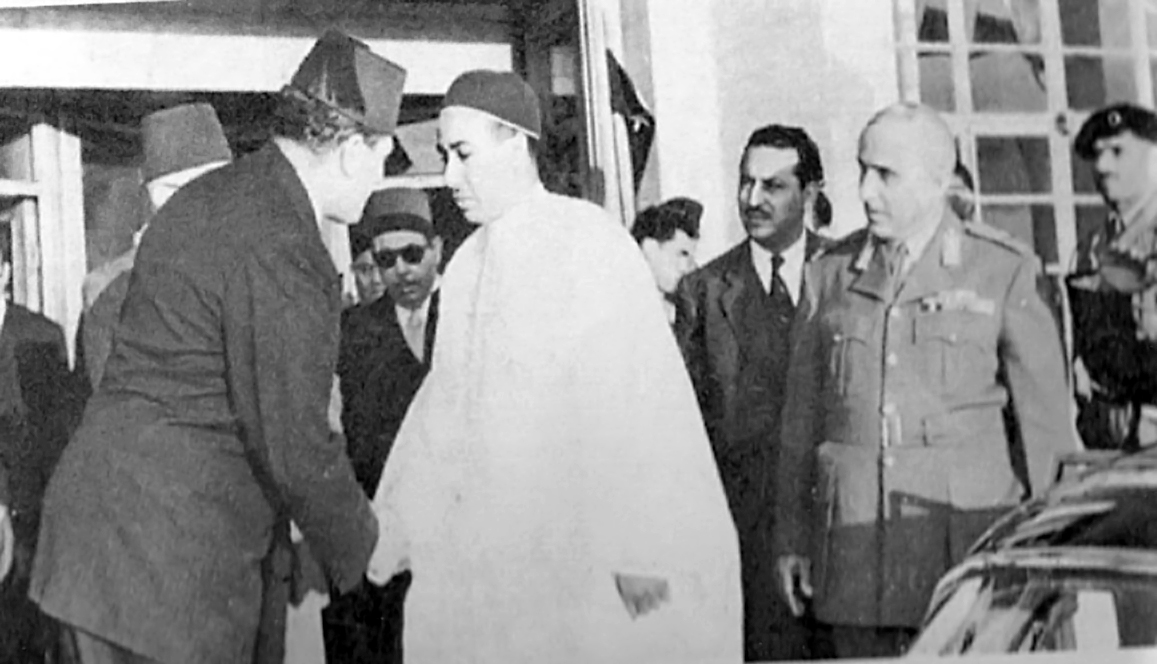
Książę koronny Hasan as-Sanusi ściskający dłoń Husajna Mazika – gubernatora Cyrenajki. Z tyłu stoją: Wanis al-Kazzafi i gen. Buguaitin

Urodził się w 1928 roku jako piąty syn Muhammada ar-Ridy as-Sanusiego (1890–1955), brata ówczesnego emira Cyrenajki, późniejszego króla Libii Idrisa I i jego dziesiątej żony Imbarajki al-Fallatijja. Uczył się w At-Tadż w Kufrze, a następnie w medresie Al-Azhar w Kairze. Po śmierci ojca, 26 października 1956 roku został nominowany następcą tronu przez swego stryja, króla Idrisa I.
Odkrycie złóż ropy naftowej w Libii w 1959 roku spowodowało, iż Libia będąca w momencie ogłaszania niepodległości w 1951 roku jednym z najbiedniejszych państw na świecie, stała się państwem relatywnie bardzo bogatym. Jednakże wraz ze wzrostem bogactwa kraju, wzrastało równocześnie niezadowolenie społeczne spowodowane znaczną koncentracją zysków ze sprzedaży ropy w rękach króla Idrisa I i jego rodziny. Dodatkowo po kryzysie sueskim, w obliczu rosnącego w Libii i krajach ościennych poparcia dla idei panarabizmu, wrogów wewnątrz i na zewnątrz kraju przysparzały monarchii bliskie stosunki Libii z Wielką Brytanią i Stanami Zjednoczonymi posiadającymi swoją największą w rejonie śródziemnomorskim bazę lotniczą Wheelus Air Base (obecnie Port lotniczy Mitiga) na przedmieściach Trypolisu, z uwagi na liczbę personelu (ponad 4600 osób) zwaną „Małą Ameryką”.
Pod koniec lat 60. król Idris I znacznie podupadł na zdrowiu i książę Hasan coraz częściej pełnił obowiązki regenta w zastępstwie schorowanego stryja. W latach 1968 i 1969 odbywał wielokrotne podróże zagraniczne jako pełniący obowiązki głowy państwa, m.in. do USA, gdzie negocjował zakup myśliwców na potrzeby dla Libijskich Sił Powietrznych. Ostatecznie król Idris I podpisał akt abdykacji i przekazał go 4 sierpnia 1969 roku przewodniczącemu libijskiego senatu, wyznaczając datę formalnego przekazania władzy księciu Hasanowi 2 września, po czym udał się na leczenie do Turcji, pozostawiając pełnię realnej władzy w rękach bratanka. Na dzień przed zaplanowanym formalnym przejęciem tronu przez księcia Hasana, 1 września 1969 roku, grupa ok. 70 libijskich oficerów tworzących tzw. Wolny Ruch Oficerski, na czele których stanął pułkownik Mu’ammar al-Kaddafi dokonała bezkrwawego zamachu stanu ogłaszając obalenie monarchii i proklamując powstanie republiki. Książę Hasan wzięty do niewoli przez puczystów wraz z innymi członkami rządu, w obawie o swoje bezpieczeństwo zrzekł się praw do tronu i zaapelował do społeczeństwa o poparcie dla nowego rządu. Po zwycięstwie rewolucji, książę Hasan został umieszczony w areszcie domowym, a następnie osądzony w listopadzie 1971 roku przez Libijski Sąd Ludowy i skazany na trzy lata więzienia.
W 1984 roku książę i jego rodzina zostali wyrzuceni z domu, który następnie spłonął, i zmuszeni do przeniesienia się do baraków na jednej z plaż publicznych Trypolisu. Mieszkając tam, doznał w 1986 roku udaru mózgu. W 1988 władze Libii zezwoliły mu na wyjazd na leczenie do Londynu, gdzie zmarł w 1992 roku. Książę został pochowany obok swego wuja, króla Idrisa na cmentarzu Al-Baki w Medynie w Arabii Saudyjskiej.
Przed śmiercią wyznaczył swojego drugiego syna, Muhammada as-Sanusiego (ur. 1962) na następcę tronu Libii.